# St. Margareth (Margarethenried)
Koordinaten: 48° 33′ 58,1″ N, 11° 52′ 32,8″ O
St. Margareth(a) ist eine römisch-katholische Pfarrkirche in Margarethenried in der Gemeinde Hörgertshausen im Landkreis Freising in Bayern. Patronin der Kirche ist Margareta von Antiochia.

## Geschichte
Ried wurde erstmals 1078 als Schenkung an das Domkapitel Freising urkundlich erwähnt. Erst um 1220 wurde der Ort erstmals als Margarethenried urkundlich erwähnt und 1315 als eigenständige Pfarrei genannt. Die mittelalterliche Kirche, die nach dem Dreißigjährigen Krieg baufällig geworden war, wurde 1709 barock ausgebaut und erhielt 1882 von Martin Sittenauer, Sax zu Saxberg, einen neuen Chorflankenturm. 1922 wurde die Kirche erneut renoviert und das Deckengemälde Maria Himmelfahrt hinzugefügt.

## Pfarrei
Die 1315 erstmals erwähnten Pfarrei in Margarethenried, die zudem die Orte Eckelsberg, Fuchswinkl, Gröben, Hinterschlag, Höfl, Huber zu Hub, Kimoden, Limmer zu Linden, Margarethenried, Neuöd, Niederschönbuch, Oberschönbuch, Öd, Peterswahl, Point, Sammetsreith, Saxberg, Sielstetten, Sixt in der Point sowie Kehrer am Biber umfasst. Sie ist heute Mitglied im Pfarrverband Hörgertshausen-Gammelsdorf.

## Baubeschreibung
Die Beschreibung des Bayerischen Landesamts für Denkmalpflege für das geschützte Baudenkmal (Denkmal-Nr. D-1-78-132-3) lautet:

„Im Kern wohl mittelalterlicher Saalbau mit Apsis, Chorflankenturm von 1882 und angefügter zweigeschossiger Sakristei, barocker Ausbau 1709.
Mit Ausstattung.“

(Siehe auch Bodendenkmal D-1-7437-0150)